# Full Moon Fever
Full Moon Fever ist das Debüt-Soloalbum des US-amerikanischen Musikers Tom Petty, das am 24. April 1989 vom Label MCA Records veröffentlicht wurde. Obwohl es ohne Pettys Band Tom Petty and the Heartbreakers entstand, wirkten die meisten Bandmitglieder an den Aufnahmen mit. Produzenten waren neben Tom Petty sein Bandkollege Mike Campbell sowie Jeff Lynne. Am Album wirkten zudem die Musiker George Harrison und Roy Orbison mit, die zusammen mit Petty, Jeff Lynne und dem nicht am Album beteiligten Bob Dylan, die Gruppe Traveling Wilburys formten. Full Moon Fever wurde zu einem kommerziellen Erfolg und erreichte Platz 3 der Billboard 200-Albumcharts. Das Album erhält erfolgreiche Single-Auskopplungen wie I Won’t Back Down, Free Fallin’ und Runnin’ Down a Dream, die sich ebenfalls in den Charts platzieren konnten.

## Entstehungsgeschichte
Die Idee zur Entstehung eines Soloalbums kam Petty Anfang 1987 nach einer Tour mit den Heartbreakers im Rahmen ihres Albums Let Me Up (I’ve Had Enough). Obwohl dies von den Mitgliedern der Band gemischt aufgenommen wurde, nahmen alle Musiker mit Ausnahme des Schlagzeugers Stan Lynch, der die Gruppe schließlich 1994 nach weiteren Differenzen mit Petty verließ, an den Aufnahmen des Soloalbums teil.
Die Aufnahmen für Full Moon Fever entstanden während des Jahres 1988 mit Beteiligung zahlreicher befreundeter Kollegen Tom Pettys. Etwa zur gleichen Zeit entstanden auch die Aufnahmen für das erste Album der Traveling Wilburys, deren Mitglied Petty gemeinsam mit Jeff Lynne, George Harrison, Roy Orbison und Bob Dylan war. Mit Ausnahme von Dylan waren alle Musiker auch an der Produktion zu Full Moon Fever beteiligt. Während Orbison den Background-Gesang zum Lied Zombie Zoo beitrug ist Harrison als Backgroundsänger und Gitarrist in der erfolgreichen Singleauskopplung I Won't Back Down zu hören.
Zwei der ursprünglich geplanten Titel (Down the Line und Don’t Treat Me Like A Stranger) schafften es nicht auf das fertige Album, sondern wurden später als B-Seite für die Singleauskopplungen verwendet. Während der Aufnahmen zu Full Moon Fever schrieb Petty ein Lied namens Indiana Girl, das 1993 unter dem neuen Titel Mary Jane’s Last Dance veröffentlicht und zu einem Charterfolg wurde.
In der CD-Fassung des Albums ist nach Titel 6 (Feel a Whole Lot Better) ein Interludium zu hören, in dem Tom Petty den Hörer darauf aufmerksam macht, dass an dieser Stelle Besitzer einer LP oder Kassette die Seite wechseln müssten und daher „um fair zu sein“ eine kurze Pause eingelegt wird.

## Inhalt und Stil
Der Stil von Full Moon Fever wurde stark vom Produzenten Jeff Lynne beeinflusst, was es musikalisch von den Alben Tom Pettys mit den Heartbreakers unterscheidet. Lynne beabsichtigte durch die Verwendung von Keyboards und Hintergrundgesang einen Beatles-ähnlichen Klang. Pettys auf dem Album enthaltenes Cover zu I’ll Feel a Whole Lot Better von The Byrds ist eine Anlehnung an den Einfluss der Band, den diese auf den musikalischen Stil von Petty hatte. Der Titel Runnin’ Down a Dream erwähnt außerdem mit Del Shannon und dessen Lied Runaway einen weiteren Einfluss in der Karriere des Musikers.
Die Lieder des Albums entstanden unter dem Einfluss verschiedener Musiker und Musikrichtungen. So hat der Titel A Mind With a Heart of Its Own einen Rhythmus im Stile des Rock-’n’-Roll- und Bluesmusiker Bo Diddley, während The Apartment Song durch Verwendung eines Rudiments an Buddy Hollys Peggy Sue erinnert.

## Rezeption
Zeitgenössische Kritiken nahmen das Album überwiegend sehr positiv auf. So verglich ein Artikel des Rolling Stone Pettys Soloalbum mit dem 1988 erschienenen Traveling Wilburys Vol. 1 und gab an, beide Alben besäßen denselben ruhelosen Charme. Im November 1989 wurde Full Moon Fever vom Magazin auf Platz 92 der 100 besten Alben der 80er Jahre gewählt.
Stephen Thomas Erlewine von der Musikplattform Allmusic vergab Full Moon Fever viereinhalb von möglichen fünf Sternen und verglich es mit dem Heartbreakers-Album Damn the Torpedoes von 1979. Free Fallin’ könnte der vielleicht beste Song Tom Pettys sein, das Album bezeichnete er als „kleines Meisterwerk“.

## Titelliste
Seite 1:
1. Free Fallin’ (Petty, Lynne) – 4:14 a
2. I Won’t Back Down (Petty, Lynne) – 2:56 a
3. Love Is a Long Road (Petty, Campbell) – 4:06
4. A Face in the Crowd (Petty, Lynne) – 3:58 a
5. Runnin’ Down a Dream (Petty, Lynne, Campbell) – 4:23 a

Seite 2:
1. I’ll Feel a Whole Lot Better (Clark) – 2:47 a
2. Yer So Bad (Petty, Lynne) – 3:05 a
3. Depending on You (Petty) – 2:47
4. The Apartment Song (Petty) – 2:31
5. Alright for Now (Petty) – 2:00
6. A Mind with a Heart of Its Own (Petty, Lynne) – 3:29
7. Zombie Zoo (Petty, Lynne) – 2:56

## Kommerzieller Erfolg

### Chartplatzierungen

#### Album
| ChartsChartplatzierungen       | Höchstplatzierung | Wochen |
| ------------------------------ | ----------------- | ------ |
| Deutschland (GfK)              | 41 (18 Wo.)       | 18     |
| Österreich (Ö3)                | 73 (1 Wo.)        | 1      |
| Vereinigtes Königreich (OCC)   | 8 (16 Wo.)        | 16     |
| Vereinigte Staaten (Billboard) | 3 (77 Wo.)        | 77     |

#### Singleauskopplungen
| Jahr | Titel                | Höchstplatzierung, Gesamtwochen, AuszeichnungChartplatzierungen (Jahr, Titel, , Platzierungen, Wochen, Auszeichnungen, Anmerkungen) | Höchstplatzierung, Gesamtwochen, AuszeichnungChartplatzierungen (Jahr, Titel, , Platzierungen, Wochen, Auszeichnungen, Anmerkungen) | Höchstplatzierung, Gesamtwochen, AuszeichnungChartplatzierungen (Jahr, Titel, , Platzierungen, Wochen, Auszeichnungen, Anmerkungen) | Höchstplatzierung, Gesamtwochen, AuszeichnungChartplatzierungen (Jahr, Titel, , Platzierungen, Wochen, Auszeichnungen, Anmerkungen) | Anmerkungen                                                             |
| Jahr | Titel                | DE | CH | UK | US | Anmerkungen                                                             |
| ---- | -------------------- | --- | --- | --- | --- | ----------------------------------------------------------------------- |
| 1989 | I Won’t Back Down    | DE66 (10 Wo.)DE | — | UK28 (11 Wo.)UK | US12 (15 Wo.)US | Erstveröffentlichung: April 1989                                        |
| 1989 | Runnin’ Down a Dream | — | — | UK55 (5 Wo.)UK | US23 (14 Wo.)US | Erstveröffentlichung: 29. Juli 1989                                     |
| 1989 | Free Fallin’         | — | CH86 (1 Wo.)CH | UK59 Gold · (8 Wo.)UK | US7 (21 Wo.)US | Erstveröffentlichung: 27. Oktober 1989; Platz 177 der Rolling-Stone-500 |
| 1990 | A Face in the Crowd  | — | — | UK93 (2 Wo.)UK | US46 (8 Wo.)US | Erstveröffentlichung: Februar 1990                                      |

### Auszeichnungen für Musikverkäufe
| Land/Region                  | Auszeichnungen für Musikverkäufe (Land/Region, Auszeichnung, Verkäufe) | Verkäufe  |
| ---------------------------- | ---------------------------------------------------------------------- | --------- |
| Kanada (MC)                  | 6× Platin                                                              | 600.000   |
| Neuseeland (RMNZ)            | 2× Platin                                                              | 30.000    |
| Schweden (IFPI)              | Gold                                                                   | 50.000    |
| Vereinigte Staaten (RIAA)    | 5× Platin                                                              | 5.000.000 |
| Vereinigtes Königreich (BPI) | Gold                                                                   | 100.000   |
| Insgesamt                    | 2× Gold · 13× Platin ·                                                 | 5.780.000 |